# The Stars Are Singing
The Stars Are Singing is een Amerikaanse muziekfilm uit 1953 onder regie van Norman Taurog. Destijds werd de film in Nederland uitgebracht onder de titel Melodie der sterren.

## Verhaal
Het tienermeisje Katri Walenska reist als verstekelinge mee naar New York aan boord van een Pools schip. Omdat ze illegaal in de Verenigde Staten verblijft, gaat de immigratiedienst naar haar op zoek. Ze vindt onderdak bij de operazanger Jan Poldi. Hij ontdekt dat Katri over een prachtige zangstem beschikt. De ambtenaren van de immigratiedienst vinden haar, nadat ze een talentenjacht op de Amerikaanse televisie heeft gewonnen.

## Rolverdeling
| Acteur                 | Personage       |
| ---------------------- | --------------- |
| Rosemary Clooney       | Terry Brennan   |
| Anna Maria Alberghetti | Katri Walenska  |
| Lauritz Melchior       | Jan Poldi       |
| Bob Williams           | Homer Tirdell   |
| Tommy Morton           | Buddy Fraser    |
| Fred Clark             | McDougall       |
| John Archer            | Dave Parish     |
| Mikhail Rasumny        | Ladowski        |
| Lloyd Corrigan         | Miller          |
| Don Wilson             | Radio-omroeper  |
| Otto Waldis            | Kapitein Goslak |
| Henry Guttman          | Stuurman        |
| Paul E. Burns          | Henryk          |
| Freeman Lusk           | Conway          |